# Sint-Joriskapel (Sint-Joris)

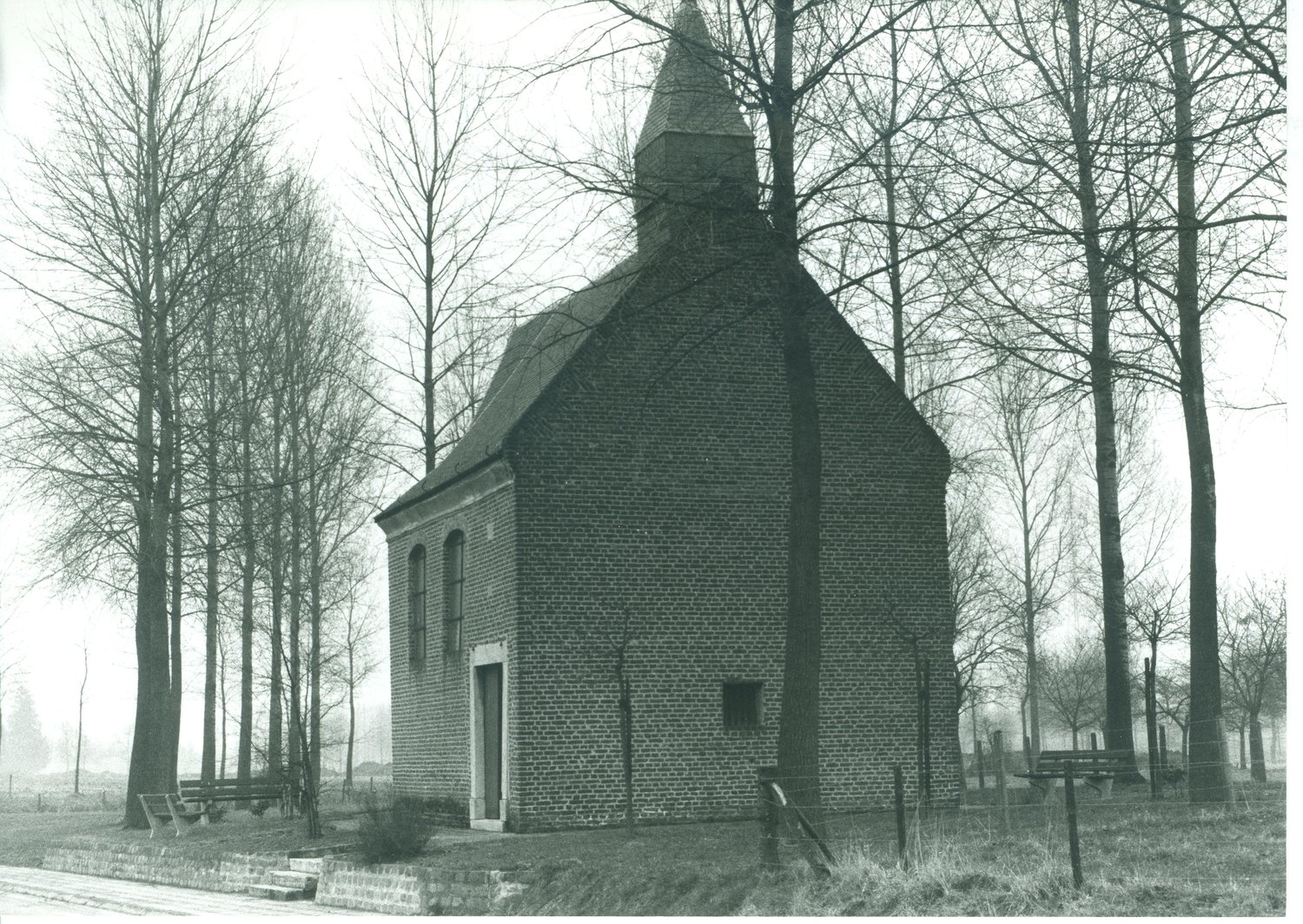
Sint-Joriskapel in 1981

De Sint-Joriskapel is een voormalige kwartkerk in het huidige Sint-Joris, een kerkdorp van Alken.

## Geschiedenis
De kapel was afhankelijk van de Sint-Aldegondisparochie te Alken. Al in de 17e eeuw werd melding van deze kapel gemaakt. Ze was toen gewijd aan Sint-Joris en het Heilig Kruis.
De kapel raakte na 1650 in verval en werd in 1712 heropgebouwd door de pastoor van Alken. Vanaf 1726 werd de kapel weer gebruikt en heette van toen af aan: Sint-Joriskapel. Er werden restauraties uitgevoerd in 1768, 1943 en 1960. Nabij deze kapel heeft zich in de 20e eeuw uiteindelijk het kerkdorp Sint-Joris ontwikkeld, dat in 1960 een nieuwe parochiekerk kreeg.

## Gebouw
De Sint-Joriskapel is een bakstenen gebouw onder zadeldak, met een houten klokkentorentje op het dak, dat met leien is bekleed. Er is een koor met een halfronde apsis.
De kapel bezit enkele laatgotische houten beelden uit omstreeks 1525, en wel een kruisbeeld; een Calvarie met Maria en Johannes de Doper in gepolychromeerd hout; een Sint-Cornelius. Verder een houten paneel met Sint-Joris, uit het begin van de 19e eeuw; een 18e-eeuws Sint-Amandusbeeld; een portiekaltaar uit de eerste helft van de 18e eeuw, en 17e- en 18e-eeuws meubilair.
In 1980 werd de kapel met omgeving geklasseerd als monument.